# فاطمی (نام خانوادگی)
فاطمی به معنای منسوب به فاطمه و از نام‌های خانوادگی است. در زیر فهرستی از افراد با نام خانوادگی فاطمی را می‌بینید:
- حسین فاطمی سیاست‌مدار معروف ایرانی و وزیر امور خارجه دولت مصدق.
- سید محسن فاطمی، روان‌شناس ایرانی.
- سید محمدتقی فاطمی ریاضیدان ایرانی.
- شاهین فاطمی اقتصاددان ایرانی.
- نصرالله فاطمی استاد دانشگاه و برادر حسین فاطمی.
- حسین فاطمی ( عکاس ) عکاس ایرانی.